# Heteropelma fulvitarse
Heteropelma fulvitarse är en stekelart som beskrevs av Cameron 1899. Heteropelma fulvitarse ingår i släktet Heteropelma, och familjen brokparasitsteklar. Inga underarter finns listade.